# Tagapul-an
Tagapul-an è una municipalità di quinta classe delle Filippine, situata nella Provincia di Samar, nella regione di Visayas Orientale.
Tagapul-an è formata da 13 baranggay:
- Baguiw
- Balocawe
- Guinbarucan
- Labangbaybay
- Luna
- Mataluto
- Nipa
- Pantalan
- Pulangbato
- San Jose (Pob.)
- San Vicente
- Suarez (Manlangit)
- Sugod (Pob.)
- Trinidad